# 涂光晋
涂光晋（1951年11月—），中国人民大学新闻学院教授，博士生导师。主要研究方向为新闻评论学、公共关系学。担任中华人民共和国教育部重点研究基地中国人民大学新闻与社会发展研究中心执行主任、马克思主义理论研究和建设工程“新闻评论”第一首席专家。曾任感动中国推委会成员。

## 部分出版作品
- 《Interpreting China's Public Opinion Environmen》[7]
- 《时代之"声"--新时期中国新闻评论研究》[8]